# Bremen Arena
A Bremen Arena (até 2004 Stadthalle Bremen, entre 2005 e 2009 AWD-Dome) é o pavilhão multiusos maior em Bremen, Alemanha. É comumente usado para concertos, eventos desportivos, exposições, etc. Encontra-se praticamente enfrente da Estação Central de caminhos-de-ferro da cidade alemã.

## História
O Stadthalle Bremen foi designado e construído pelo arquitecto austríaco Roland Rainer entre 1961 a 1964. Como provia-o financeiramente a corporação Allgemeiner Wirtschaftsdienst (AWD) mudou-se-lhe de nome em janeiro de 2005: AWD-Dome. Em 2010 a corporação retirou o seu patrocínio e o pavilhão passou a chamar-se simplesmente Bremen Arena.
Entre 2004 e 2005 realizaram-se obras de saneamento e modernização do pavilhão que custaram uns 50 milhões de euros, assim mesmo se expandiu a capacidade do estádio de 3 500 a 14 500 assentos. O arquitecto Thomas Klumpp encarregou-se deste projecto. Quando AWD retirou seu patrocínio no final de 2009, o local foi renomeado para Bremen-Arena, a partir de 1º de janeiro de 2010.

## Eventos desportivos
- 2007 – Mundial de Handbol
- 2008 – Quartos de final da Copa Davis (Alemanha vs. Espanha)
- 2010 – Europeu de Ginástica Rítmica